# دنباله‌دار سوان
دنباله‌دار سوان (به انگلیسی: C/2020 F8 (SWAN)) دنباله‌داری است که در ۱۱ آوریل ۲۰۲۰م توسط رصدخانه خورشیدی و هورسپهری (سوهو) یافت شد و در ماه می ۲۰۲۰م از نزدیک مدار سیارهٔ عطارد از کنار خورشید خواهد گذشت و تا قدر ۳ روشن شود- کم‌نور ولی دیدارپذیر برای چشم نامسلح خواهد بود.
دنباله دار سوان در ظاهر سبز رنگ به نظر می‌رسد و با اینکه اندازه کوچکی دارد، دمی بسیار طولانی از خود به جای می‌گذارد. ستاره شناسان طول دم این دنباله دار را دست کم ۱۷ میلیون کیلومتر تخمین زده‌اند.
این دنباله دار مدار بسیار بلندی دارد و هر ۲۵ میلیون سال یک بار به دور خورشید می‌چرخد.
دنباله‌دار سوان ۱۱ مه ۲۰۲۰م (۲۲ اردیبهشت ۱۳۹۹) در صورت فلکی سنگتراش و در فاصله کمی از ستاره فم‌الحوت قرار دارد. این دنباله‌دار در روز سه شنبه ۱۲ مه (۲۳ اردیبهشت) به فاصله ۸۳٫۳ میلیون کیلومتری می‌رسد و پس از آن در ۲۷ مه (۷ خرداد) به فاصله ۶۴٫۴ میلیون کیلومتری خورشید خواهد رسید. دنباله دار سوان برای ساکنین نیمکره شمالی در هفته اول خرداد بعد از غروب خورشید در شمال غرب آسمان و قبل از طلوع در جنوب شرق با چشم غیرمسلح با قدر ۳ قابل مشاهده خواهد بود.
با توجه به میزان انتشار زیاد گاز هیدروژن توسط هسته این دنباله دار، احتمال زیادی وجود دارد که با نزدیک شدن به خورشید، این دنباله دار از هم پاشیده شود و از بین برود. 

## دلیل نامگذاری
سوآن SWAN که در حقیقت سرواژه عبارت: Solar Wind Anisotropies هست، نام یکی از دوربین های تلسکوپ فضایی سوهو است که وظیفه تصویربرداری از خطوط لیمان آلفای خورشید و بررسی طوفان های خورشیدی را بر عهده دارد. به دلیل اینکه این ابزار برای تصویربرداری از هیلوسفر خورشید و طوفان های خورشیدی طراحی شده، دارای میدان دید وسیعی است. و همین میدان دید وسیع امکان خوبی را برای رصد و کشف دنباله دار ها فراهم کرده است.
دوربین سوآن همواره از کل آسمان تصویربرداری می کند تا میزان تغییرات هیدروژن موجود در فضای منظومه شمسی منتشر شده از طوفان های خورشیدی را بررسی کند.
هسته دنباله دار با نزدیک شدن به خورشید و افزایش دما شروع به بخار شدن می کند. بخار شدن یخ های هسته، باعث انتشار گاز هیدروژن در منطه گیسو دنباله دار می شود و همین امر باعث خواهد شد تا دنباله دار در تصویر فرابنفش دوربین سوآن دیده شود. 